# 유럽 연합의 역사 (1993년-2004년)
1993년 11월 1일에 유럽 연합이 만들어졌다. 유럽 통합화의 범위가 확대되었고, 수년 내로 유로라는 새로운 통화가 만들어질 것으로 예상되었다. 새로운 회원국 3개국이 가입하였지만, 노르웨이는 또다시 국민투표에서 가입이 거부되었다. - 그대신에 새롭게 만들어진 유럽 경제 구역이라는 유럽 연합의 시장에 가입하였다.
그러나 연합은 유고슬라비아에서 발생한 위기를 처리하는 데에서 보여준 무능함과 1999년에 집단 사임을 몰고 온 유럽 위원회에서의 사기 진술로 비판에 직면하였다. 비록 위원회의 추락이 유럽 의회의 승리로 비춰지긴 하였으나, 이는 들로르 위원회 이후의 유럽회의주의를 굳히게 되었으며 선거가 시작된 이래로 최다 의석을 보유한 정당이었던 유럽 사회주의당이 그런 위치를 잃게 만들었다.

## 유럽 연합의 형성
1993년 11월 1일에 세 번째 들로르 위원회 하에서 마스트리흐트 조약 (유럽 연합에 관한 조약)이 효력이 발생하여, 연합의 필라 시스템에 의해 유럽 연합이 만들어졌다. 마스트리흐트 조약 하에서, 1994년 3월 9일부터 3월 10일까지의 지역위원회의 첫 회의에서 자크 블랑을 첫 의장으로 선출하였다. 5월 25일에는 유럽 투자 기금이 만들어져 유럽 투자은행이 설립되었다. 1995년 7월 26일 유로폴 대표자회의에서 유로폴이 설립되었다.

## 선거와 상테르
1994년 6월 9일부터 6월 12일까지, 네 번째 유럽 선거가 실시되어 유럽 사회주의당의 승리로 끝이 났다. 7월 19일부터 7월 26일까지의 첫 번째 개회 기간 동안, 의회는 클라우스 한스를 의회 의장으로 정하고 자크 상테르를 위원회 의장으로 승인하였다. 그의 위원들은 1995년 1월 18일에 결정되었고, 23번째 직무를 시작하였다. 1997년 7월 19일, 호세 마리아 길 로블레스가 의회 의장으로 선출되었다.
장뤼크 드안느를 유럽 위원회의 의장으로 제안한 일과 관련된 문제 때문에, 또다른 자크 들로르를 원하지 않았던 영국은 자크 상테르(당시 룩셈부르크의 국무총리)를 연방주의자의 선택으로 내세웠다. 그러나 이 때문에 그는 "차선책"으로 여겨져 그의 지위가 약해졌고, 유럽 의회에서 그를 지지한 사람은 많지 않았다. 그러나 그는 자기 세력을 움직여 다른 유럽 위원의 지명을 이끌어 내었다. 마스트리흐트 조약 하에서 의장의 권한은 전년도부터 효력이 발생하기 때문이다. 1995년 1월 18일, 상테르의 위원회가 의회로부터 416표, 위원회로부터 103표를 얻어 상테르 위원회가 승인되게 되었다.

## 자유 이동
1994년 1월 1일, 유럽 경제 구역 (EEA)이 효력을 발휘하고, 유럽 자유 무역지대의 가입국인 노르웨이와 아이슬란드가 연합에 가입하지 않은 채로 단일 유럽시장으로 들어옴에 따라 그 대신에 재정적인 기부와 유럽 연합과 관련된 법이 만들어졌다. 스위스는 가입하는 것을 거부하였고, 리히텐슈타인은 다음해 5월 1일에 가입하였다. 1995년 2월 23일에 유럽 사법재판소가 "보데사 규칙"을 만들었다. 이 규칙에 의하면 시민은 우선권이 없어도 화폐를 수출할 수 있다는 것이다. (자본의 자유이동) 그 해 12월 15일에는 보스만 규칙이 만들어져 유럽 연합 회원국의 축구팀이 보유하던 외국인 선수 수의 제한이 불법이라고 판결하였다. (사람의 자유 이동)
솅겐 조약 (1985년에 체결됨) 은 1995년 3월 26일에 효력이 발생되었는데, 그 대상국은 벨기에, 프랑스, 독일, 룩셈부르크, 네덜란드, 포르투갈, 스페인이다. 오스트리아가 4월 28일에 사인하였고, 잇달아 덴마크, 핀란드, 스웨덴과 더불어 비EU 국가인 노르웨이와 아이슬란드가 1996년 12월 19일에 사인하였다. 터키와 유럽 연합과의 관세 연합은 1996년 1월 1일부터 효력을 발휘하였다.

## 유고슬라비아의 해체
90년대 동안에, 유럽 연합의 공동외교안보정책 (CFSP)의 발전이 발칸반도에서 일어나는 충돌에 대하여 강력한 힘을 가지게 하였다. 유럽 연합은 분쟁을 발발 직전에 대응하는 데 실패하였다. 그리고 네덜란드의 UN평화유지군이 세르비아 대량학살 (1995년 7월)을 막는 데 실패하였다. 세르비아 대량학살은 보스니아 헤르체고비나에서 벌어졌는데 2차 대전 이후 유럽에서 일어난 가장 큰 대량 학살이다. NATO는 결국 전쟁에 개입하게 되었고, 교전국을 협상 테이블로 나오게 하였다. 1995년 12월 14일, 파리시에서 데이톤 평화협정이 체결되어, 크로아티아와 보스니아 헤르체고비나와의 분쟁이 끝나게 되었다.
1999년 3월 24일, 코소보에 대한 상황이 코소보에 대한 유럽 연합의 공동외교안보정책 선언을 이끌어냈고, 나토의 코소보와 세르비아에 대한 개입을 자극했다. 보스니아 분쟁에서는 유럽 연합이 유고슬라비아에서 일어난 분쟁을 막는 데에 실패했기 때문에 코소보 분쟁에서는 더 깊게 관여하거나 그렇지 않으면, 그들 사이의 분쟁을 조기 종결시키는 것이 외국문제에 있어서 유럽 연합의 유효성을 높이는 데 도움이 되었다.

## 경제 금융 연합
1994년 1월 1일, 유럽 연합의 경제 금융 연합의 두 번째 단계가 유럽통화기구의 설립과 함께 시작되었다. 1995년 12월 16일에는 유로의 도입을 1999년 1월 1일에 하자고 결정하였다. 1998년 5월 3일에 이사회는 199년에 11개 회원국이 유로를 도입하고 상세한 전환 비율을 발표하였다. 6월 1일, 유럽 중앙은행이 설립되었다. 최종회의가 12월에 열렸는데 취소 불가능한 전환 비율이 12월 31일에 결정되었다. 이것은 매우 성공적으로 제 때에 이루어졌다. 그러나 11개 회원국에서 단일 공식통화가 되기까지는 몇 년이 더 걸릴 것이다.
- 1996년 10월 14일, 핀란드 마르카가 ERM에 가입함.
- 1996년 11월 25일, 이탈리아 리라가 ERM에 가입함.
- 1998년 1월 16일, 그리스 드라크마가 ERM에 가입함.

## 네 번째 확대
1994년 3월 30일, 오스트리아, 스웨덴, 핀란드, 노르웨이의 가입 협상이 결론지어졌다. 스웨덴과 핀란드는 철의 장막이 무너지면서부터 동유럽국가들을 인정하면서, 냉전 중립국으로서 가입을 신청하였다. 이들은 현재 유럽 연합의 동등한 회원국이 되었다. 가입 협약이 6월 25일에 체결되었다. 각각의 국가들은 국민투표를 통해 가입에 동의하는 결과를 얻었다. 단 노르웨이는 제외하고 말이다. (노르웨이는 국민투표에서의 두 번째 실패임)
- 오스트리아 - 66.6% 찬성 (6월 12일) 1989년 7월에 신청
- 핀란드 - 56.9% 찬성 (10월 16일) 1992년 3월에 신청 (올란드 제도에서 별도로 국민투표가 실시됨)
- 스웨덴 - 52.8% 찬성 (11월 13일) 1991년 7월에 신청
- 노르웨이 - 47.8% 찬성 (11월 28일) 1992년 12월에 신청

오스트리아, 핀란드, 스웨덴은 1995년 1월 1일부터 유럽 연합의 회원이 되었다. 2004년 이전까지는 회원국이 15개였다:오스트리아, 벨기에, 덴마크, 핀란드, 프랑스, 독일, 그리스, 아일랜드, 이탈리아, 룩셈부르크, 네덜란드, 포르투갈, 스페인, 스웨덴, 영국.

## 암스테르담 조약
1996년 3월 29일 토리노에서 암스테르담 조약을 위한 정부 간 회의가 개최되었다. 1997년 7월 22일, 서유럽 연합의 지도자들이 만나서 EU와 NATO의 역할을 규정하는 선언을 채택하였고, 조약에 추가시켰다. 조약은 각국의 외무부 장관들에 의해 10월 2일에 체결되었다. 이 조약은 1999년 5월 1일부터 효력이 발생하게 될 것이다.
이 조약은 CFSP의 강화로서 "자유롭고, 정의로우며, 안전한 지역"을 만드는 것을 추구하였다. 또한 더 민주적이고 확대된 연합에 걸맞은 제도상의 개혁이 있었다.
또한 이 조약은 1992년 에든버러에서 개최된 유럽 이사회가 제시한 유럽 연합 기구들의 위치에 대한 결론을 구체화하였다. "예산회의를 포함하여 매달 열리는 열두 번의 정식 회의"를 개최해야만 하기 때문에 의회는 스트라스부르에 위치해야 한다는 점 등이 구체화되었다. 그러나 보충회의는 브뤼셀에서 열렸는데, 이는 위원들이 사무국 비서들이 룩셈부르크에 남아있는 동안에 만나야 했기 때문이다. 각료이사회와 이사회는 브뤼셀에 본부를 두었지만 몇몇 이사회 회의와 각료이사회의 몇몇 부서는 유럽 연합의 사법과 금융의 본부가 있는 룩셈부르크에서 열리기도 하였다. 그러나 유럽 중앙은행은 프랑크푸르트에 위치하고, 유로폴은 헤이그에 본부를 두었다.